# Fenerivia humbertii
Fenerivia humbertii (Cavaco & Keraudren) R.M.K. Saunders – gatunek rośliny z rodziny flaszowcowatych (Annonaceae Juss.). Występuje endemicznie we wschodniej części Madagaskaru. 

## Morfologia
PokrójZimozielone drzewo.
LiścieMają odwrotnie jajowaty kształt. Mierzą 4,5 cm długości oraz 3 cm szerokości. Są skórzaste. Nasada liścia jest klinowa. Blaszka liściowa jest o tępym lub zaokrąglonym wierzchołku. Ogonek liściowy jest nagi i dorasta do 4–5 mm długości.
KwiatySą pojedyncze, rozwijają się w kątach pędów. Mają zieloną barwę. Działki kielicha mają trójkątny kształt i dorastają do 6 mm długości. Płatki mają podłużny kształt i osiągają do 25–27 mm długości. Kwiaty mają 14 owocolistków o podłużnym kształcie i długości 1 mm.

## Biologia i ekologia
Rośnie w lasach.